# Carlo Giuliani, ragazzo
Pour plus de détails, voir Fiche technique et Distribution.
Carlo Giuliani, ragazzo est un film italien réalisé par Francesca Comencini, sorti en 2002.

## Synopsis
Le film évoque l'assassinat du militant pacifiste Carlo Giuliani, 23 ans, par un policier.

## Fiche technique
- Titre : Carlo Giuliani, ragazzo
- Réalisation : Francesca Comencini
- Scénario : Francesca Comencini et Luca Bigazzi
- Musique : Ennio Morricone
- Photographie : Mario Balsamo, Gianfranco Fiore, Massimiliano Franceschini, Paolo Pietrangeli, Pasquale Scimeca, Daniele Segre, Carola Spadoni et Fulvio Wetzl
- Montage : Linda Taylor
- Production : Mauro Berardi
- Société de production : Fondazione Cinema nel Presente et Luna Rossa Cinematografica
- Pays :  Italie
- Genre : Documentaire
- Durée : 75 minutes
- Dates de sortie : 
  -  Italie : 12 juin 2002
  -  France : 10 juin 2003

## Accueil
Vincent Ostria pour Les Inrockuptibles évoque un « documentaire poignant » et Sophie Grassin pour Première un « documentaire exemplaire ».